# Klimki (wieś w województwie lubelskim)
Klimki – wieś w Polsce, położona w województwie lubelskim, w powiecie łukowskim, w gminie Łuków.
W latach 1975–1998 wieś administracyjnie należała do województwa siedleckiego.
Pod względem fizycznogeograficznym Klimki znajdują się na Równinie Łukowskiej, na wysokości ok. 168 m n.p.m., w dorzeczu Krzny Północnej, w sąsiedztwie Lasów Łukowskich.
Wieś stanowi sołectwo w gminie Łuków. Według Narodowego Spisu Powszechnego z roku 2011 miejscowość liczyła 165 mieszkańców.
| SIMC    | Nazwa         | Rodzaj  |
| ------- | ------------- | ------- |
| 0679641 | Klimki Drugie | kolonia |

W okresie staropolskim była to wieś królewska w dzierżawie gręzowskiej w ziemi łukowskiej województwa lubelskiego, np. w 1786 roku.
Wierni Kościoła rzymskokatolickiego należą do parafii Matki Boskiej Częstochowskiej w Gręzówce.
W Klimkach znajdują się atrakcje krajoznawcze i rekreacyjne: 
- replika szkoleniowego obozu partyzantów, który funkcjonował w lesie Rezerwat Jata w czasie II wojny światowej[10] oraz
- Leśny Zespół Rekreacyjno-Edukacyjny „Amonit”, założony i rozbudowywany w latach 2019–2025[11] [12].